# Modellbahnverband in Deutschland
Der Modellbahnverband in Deutschland e. V., abgekürzt MOBA, ist ein in Deutschland tätiger Verband von Modelleisenbahnvereinen. Mitglied sind darüber hinaus auch entsprechende Gruppierungen, Einzelpersonen und Familien, aber auch Fördermitglieder. So ist nach eigenen Angaben der größte Teil der deutschen Modellbahnbranche Fördermitglied. Der Verband ist jedoch nicht Mitglied des Verbandes der Modelleisenbahner und Eisenbahnfreunde Europas (MOROP).

## Zielsetzung
Forderung des Interessens und die Beschäftigung mit dem Modelleisenbahnwesen als Freizeitbeschäftigung. Darüber hinaus soll auch das Verständnis für die Eisenbahn sowie die Jugendarbeit in den Vereinen und Gruppierungen gefördert werden. Weitere Tätigkeiten sind die Teilnahme unter Vertretung der Vereine an Messen und Ausstellungen sowie die Durchführung von Seminaren.

## Zeitschrift
Der Verband gibt alle vier Monate die Zeitschrift FORUM heraus.